# Cowsumpsit
Cowsumpsit /=Place of sharp rocks/, jedno od oko 60 indijanskih plemena Algonquianske konfederacije Wampanoag koje je sredinom 17. stoljeća obitavalo na području u i kod okruga Bristol u današnjoj saveznoj američkoj državi Rhode Island. Ime se javljalo i u oblicima Cawsumsett i Consumpsit. Točna lokacija istoimenog glavnog sela nije poznata, no moglo bi biti da je engleski naziv za taj kraj bio Mount Hope, uz zaljev Mount Hope gdje su se nalazile oštre vlažne stijene na kojima običavalo brusiti metalne oštrice noževa. Naziv Cawsumsett znači  'Sharp rock place'  ili  'whetstone rock place'  a Consumpsit  'Sharpening rock' ,   'whetstones'  ili   'sharp rock' , čime bi se geografska lokacija i prijevod indijanskog naziva potvrđivali. Selo spominje Deed (1664 in Drake, Bk. Inds., bk. 8, 14, 1848.).